# Gruczoł mlekowy

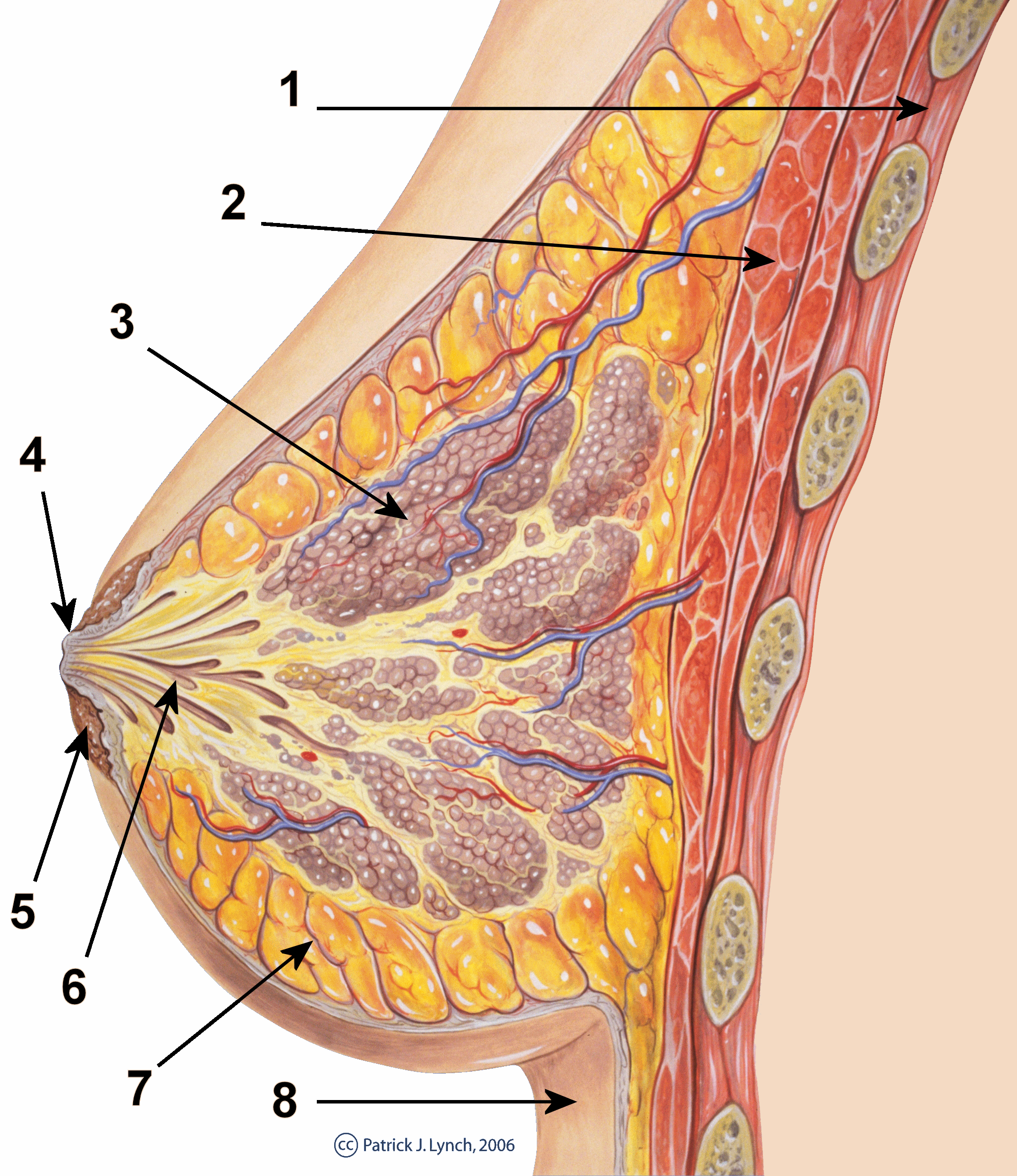
Gruczoł mlekowy człowieka
1 - Ściana klatki piersiowej
2 - Mięśnie piersiowe
3 - Płat ciała sutka
4 - Brodawka sutkowa
5 - Otoczka brodawki sutkowej
6 - Przewód mleczny
7 - Ciało tłuszczowe sutka
8 - Skóra

Gruczoły mlekowe – zazwyczaj parzyste gruczoły charakterystyczne dla gromady ssaków, wydzielające mleko, które jest pokarmem dla młodych. Są również nazywane sutkami, jednak niektóre zwierzęta mają gruczoły mlekowe niebędące sutkami: u ssaków niższych oraz stekowców (prassaków) mleko wydzielane jest przez gruczoł w konkretnych miejscach bezpośrednio na skórę samicy.
Gruczoły mlekowe powstały na drodze ewolucyjnego przekształcenia gruczołów potowych. Sutki położone są najczęściej po stronie brzusznej, choć bywa, że przystosowanie do środowiska wymusza inne położenie sutków. Tak ma się rzecz u nutrii, gdzie sutki znajdują się na stronie grzbietowej. Liczba sutków może wynosić od jednej pary (ludzie, nietoperze) do 6, a nawet 7 par (gryzonie, świniowate).

## Gruczoł mlekowy u człowieka
Jest największym gruczołem skórnym. Składa się z ciała sutka, otaczającego go ciała tłuszczowego, a na szczycie znajduje się otoczka brodawki sutkowej z brodawką. Gruczoł sutkowy dorosłej kobiety leży na wysokości III do VII żebra, głównie na mięśniu piersiowym większym i częściowo na mięśniu zębatym przednim. Między sutkami znajduje się zatoka sutkowa.

## Przykłady

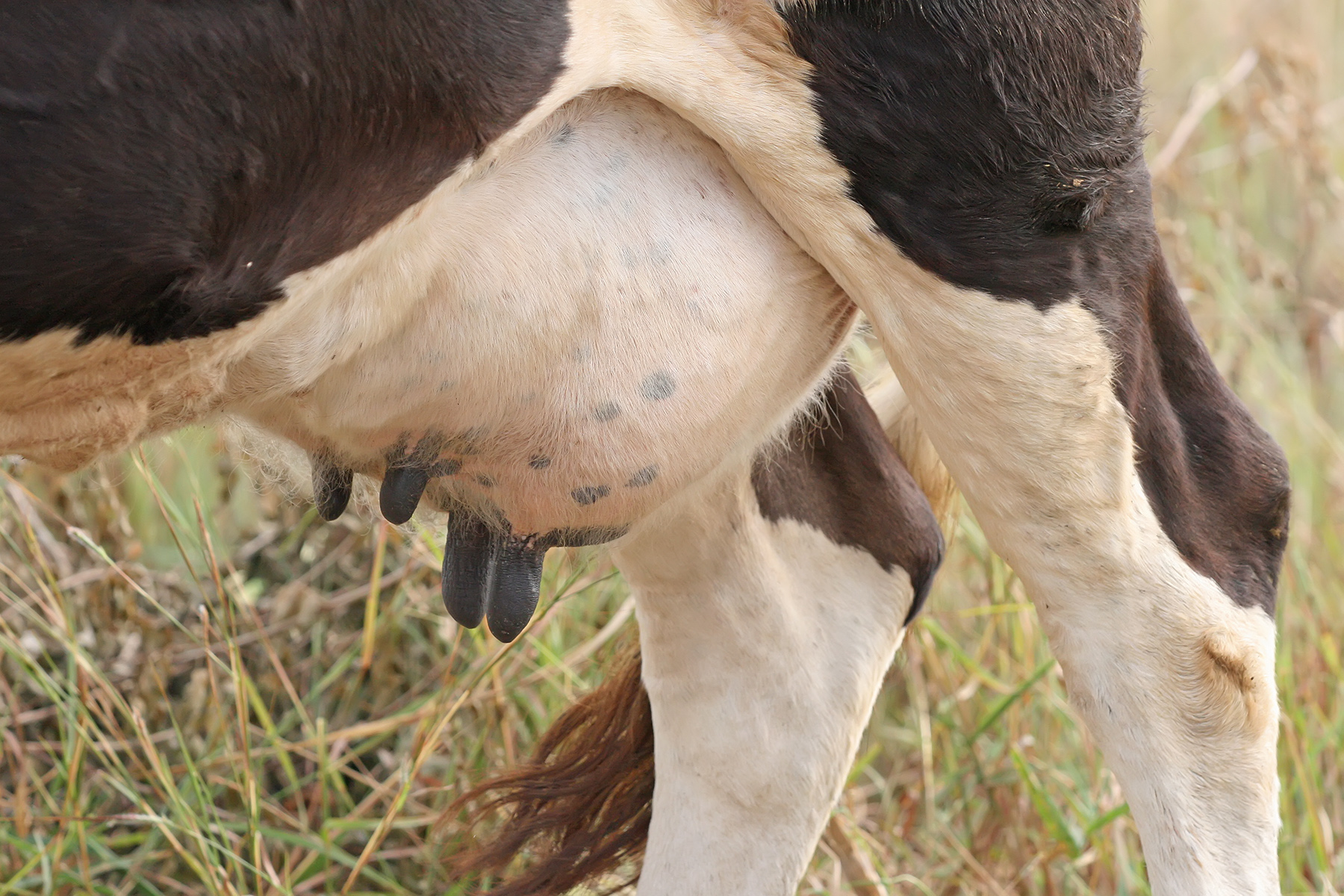
Wymię krowy bydła domowego typu mlecznego
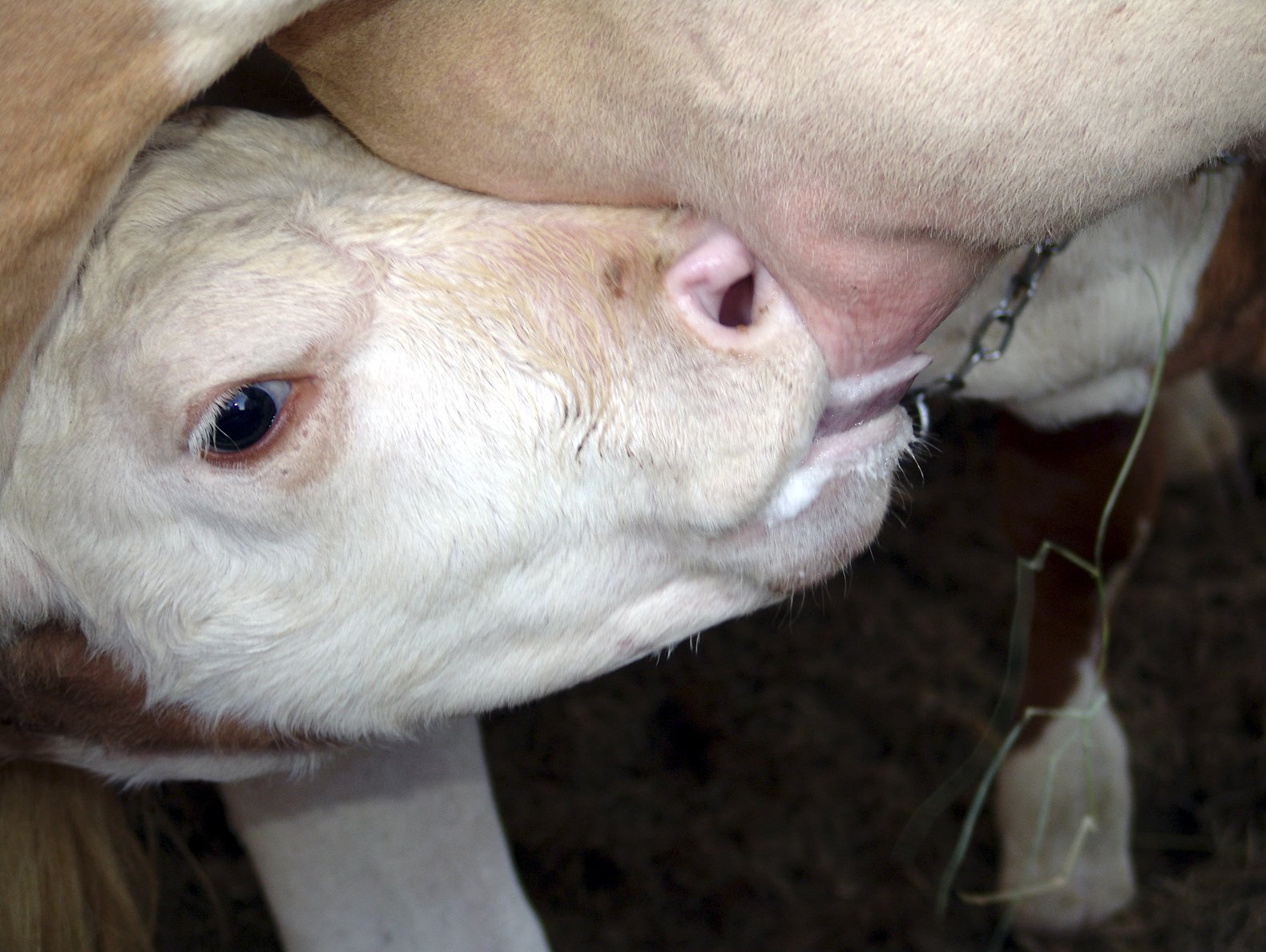
Krowa karmiąca cielę
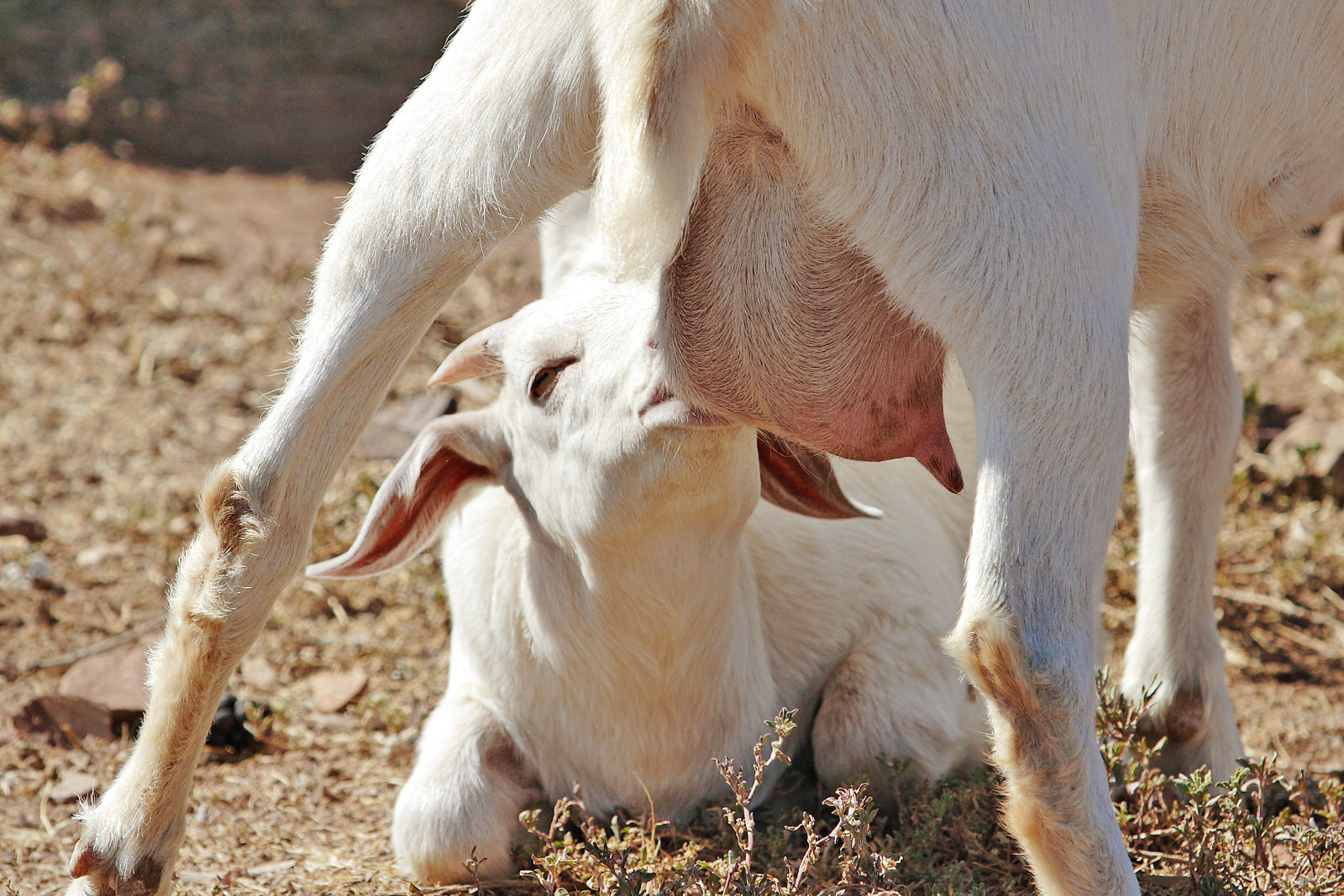
Koza
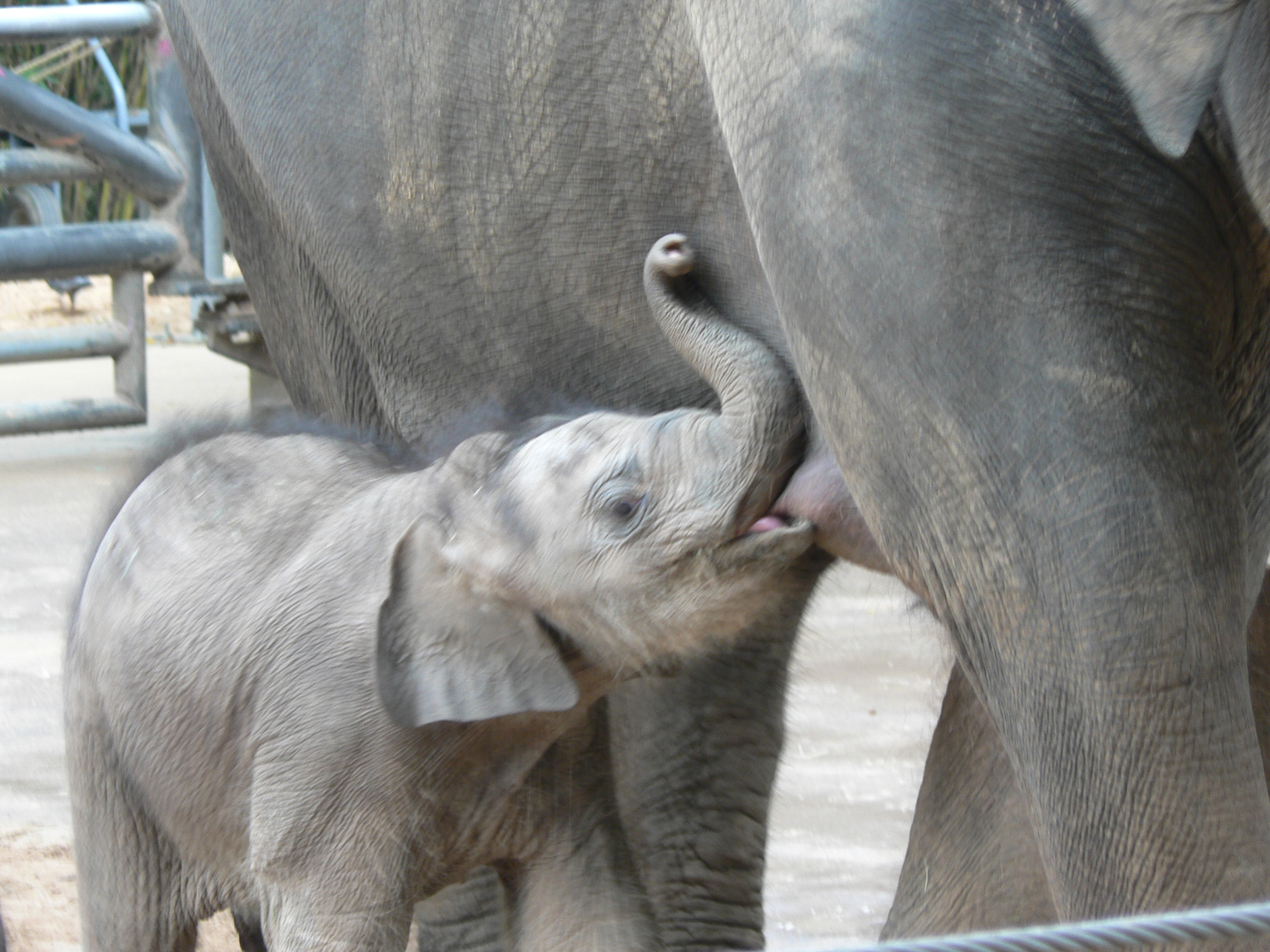
Słoń
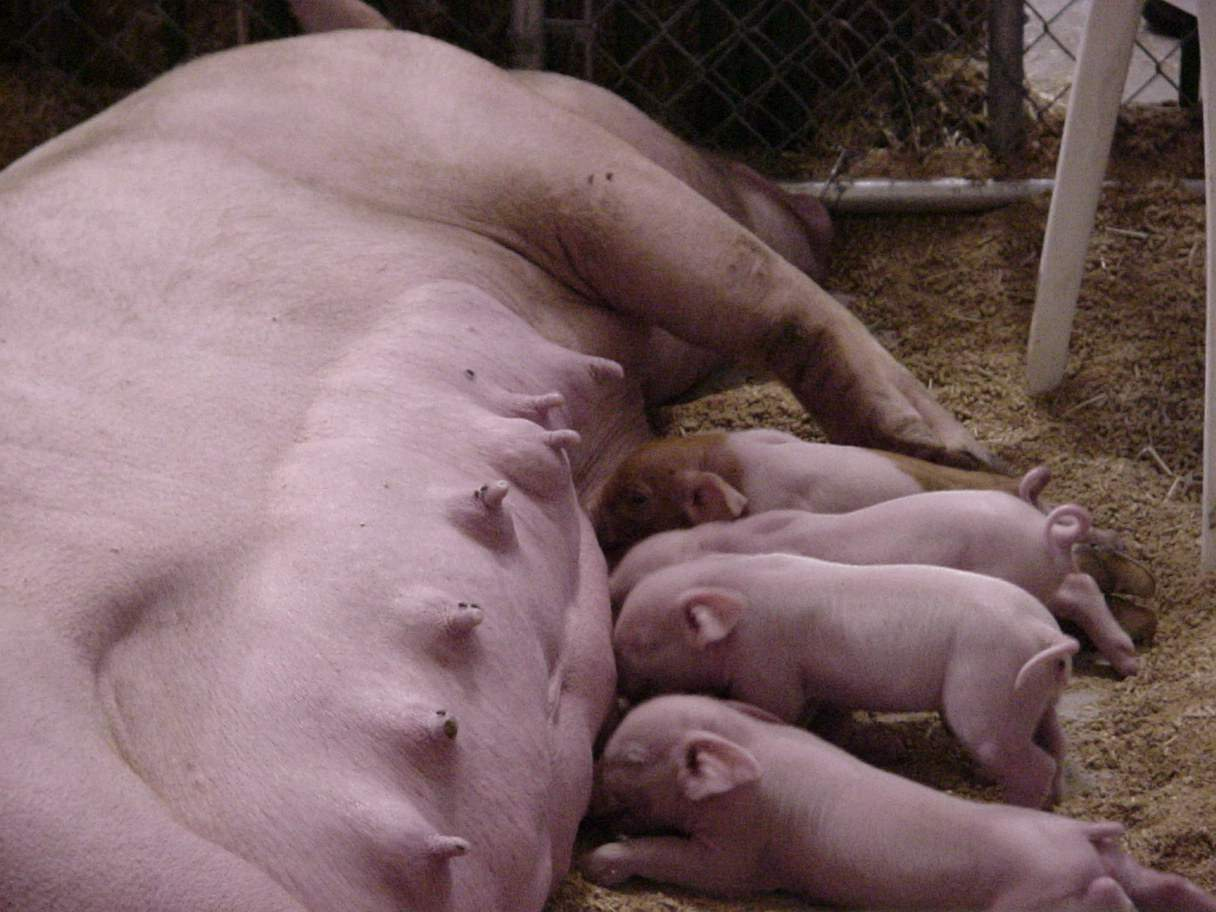
Świnia
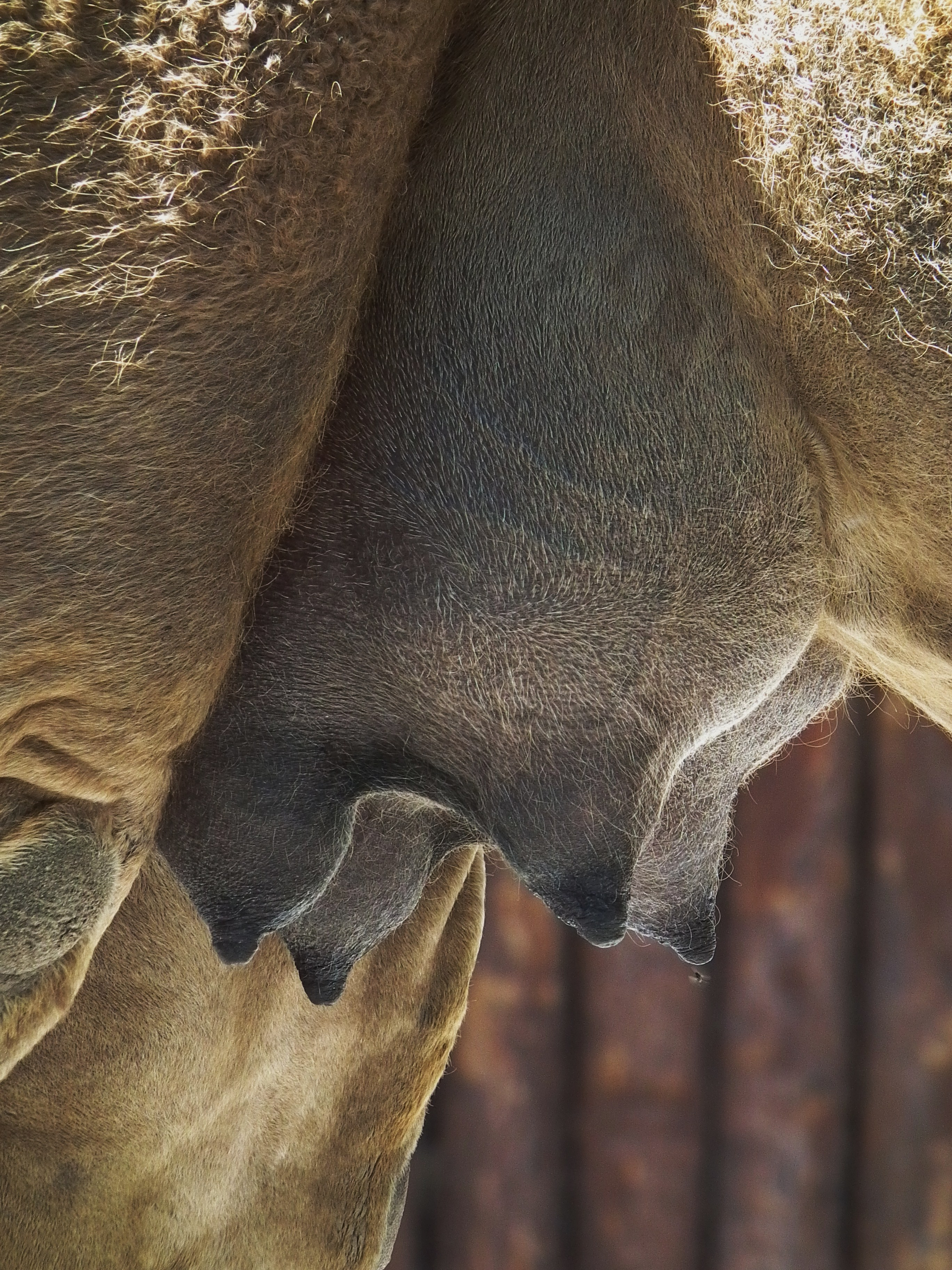
Wielbłąd
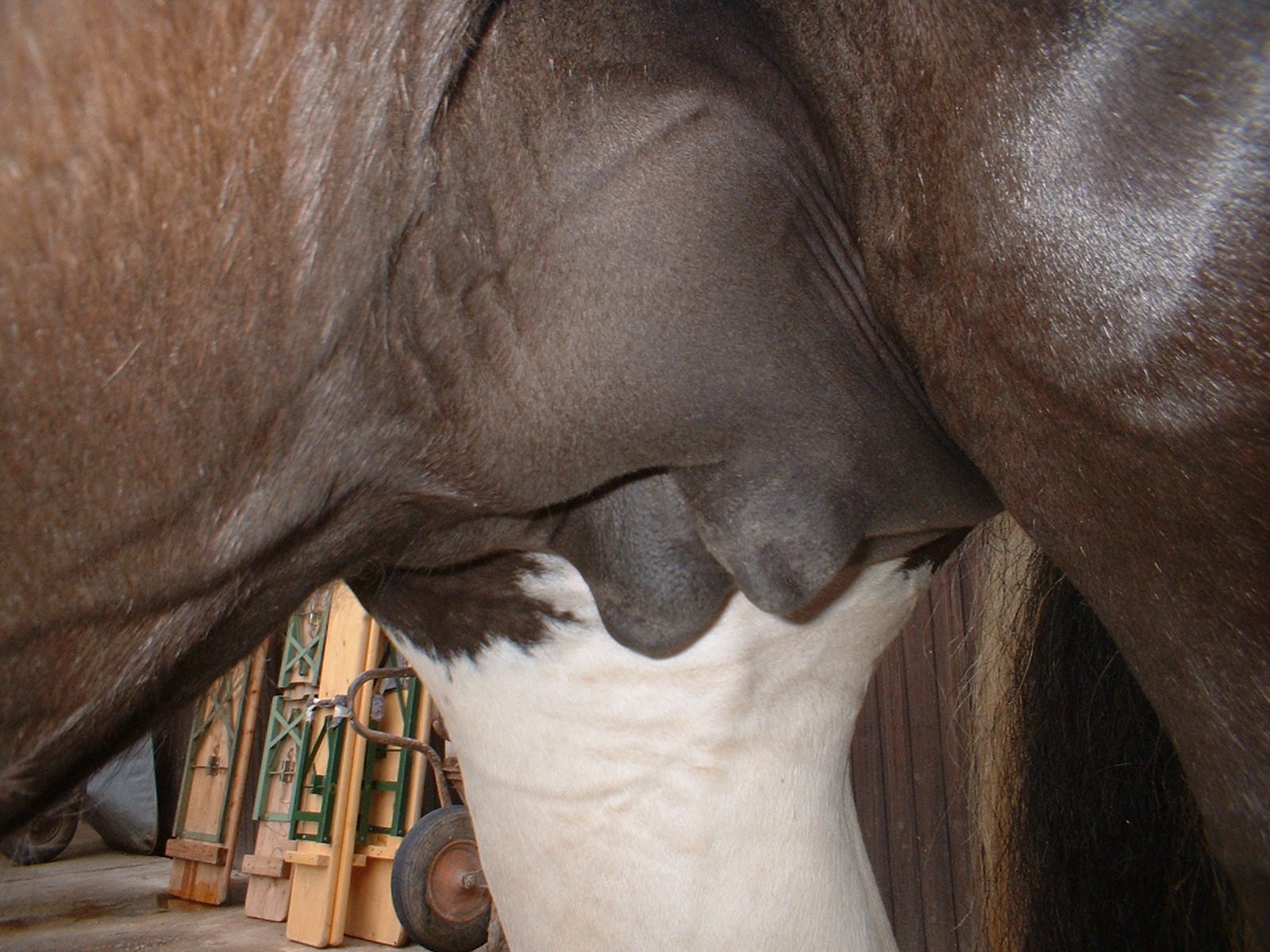
Koń